# Importuno

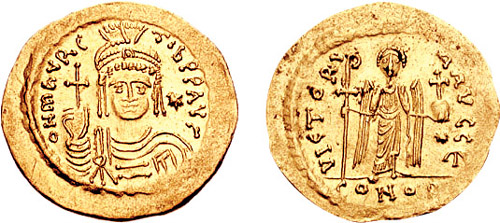
Soldo de Maurício r.

Importuno (em latim: Importunus) foi um palatino bizantino dos séculos VI e VII, ativo no reinado do imperador Maurício (r. 582–602) em Roma. Faleceu em algum ponto antes de novembro de 600, quando o argentário João estava em problemas por ter-lhe concedido um caução.